# Dème d'Olympe
Pour les articles homonymes, voir Olympe.

Le dème d'Olympe, en grec moderne : Δήμος Ολύμπου / Dímos Olýmpou, est un ancien dème du district régional de Lárissa, en Thessalie, Grèce. Depuis 2010, il est fusionné au sein du dème d'Elassóna. 
Selon le recensement de 2011, la population du dème compte 3 164 habitants.